# ポール・ヘナレ
ポール・ヘナレ（Paul Henare、1979年3月4日 - ）は、ニュージーランドのバスケットボール指導者で、元プロバスケットボール選手。
2025-26シーズンよりBリーグ・長崎ヴェルカのアソシエイトヘッドコーチに就く。

## ジュニアキャリア
ネーピア・ボーイズハイスクールに通い、ユタバレー州立大学で大学バスケットボールの1シーズンをプレーた。

## プロキャリア

### ニュージーランドNBL
1995年にニュージーランドNBLのホークス・ベイホークスに入団し、3シーズンを過ごした。
1998年、オークランド・スターズに移籍し、1999年と2000年にNBL優勝メンバーとなる。
2002年、ホークス・ベイに戻り、7シーズンをプレーして2006年にチャンピオンシップを獲得に貢献した。
2009年にはクライストチャーチ・クーガーズでプレーし、2010年にホークス・ベイでの最後のシーズンを過ごした。
サウスランド・シャークスのコーチとなっていた2014年5月30日、チームの複数の選手が出場停止となったため、シャークスの臨時選手として復帰した。
ニュージーランドNBLのアシスト数1位を5回獲得している（2001, 2004, 2005, 2007, 2009）

### ニュージーランド・ブレイカーズと海外
2002-03シーズンにセルビアのOKKベオグラードでプレーした後、2003-04シーズンからはオーストラリアNBLのニュージーランド・ブレイカーズに所属した。2006年、トルコのバンヴィットB.Kに所属。
2010-11シーズン、ブレイカーズ初優勝のメンバーとなる。その後8シーズンを過ごしたブレイカーズで引退し、ヘナレの背番号32はチーム初の永久欠番となる栄誉を受けた。

### ナショナルチーム
1998年にバスケットボールニュージーランド代表選手としてデビューし、2000年シドニーオリンピック、2002年世界選手権、2004年アテネオリンピック、2006年世界選手権などに出場した。代表チーム選手として最後の大会は2007年FIBAオセアニア選手権だった。

## 引退後

### ニュージーランドNBL
2011年、ホークス・ベイホークスのヘッドコーチに就任し、2シーズン指揮した。
2013年、サウスランド・シャークスのヘッドコーチに就任し、2013年と2015年に優勝した。
2019年、ニュージーランドNBLに2015年以来初めて復帰し、ウェリントン・セインツを指揮した。
ニュージーランドNBLのコーチ・オブ・ザ・イヤーを3回受賞している（2012, 2013, 2015）

### オーストラリアNBL
2013年から2016年の間、ニュージーランド・ブレーカーズでアシスタントコーチを務めた。2016-17シーズンからヘッドコーチに就任し、2シーズンを経て退任した
2018-19NBLシーズン、メルボルン・ユナイテッドでアシスタントコーチを務めた。2019年10月にユナイテッドを退団し、日本でのヘッドコーチングの機会を得た。

### ナショナルチーム
2012年から2015年の間、ヘナレはニュージーランド代表チームでアシスタントコーチを務めた後、ヘッドコーチに昇格し2019年まで務めた。

### 日本
2019年10月、ジャパン・プロフェッショナル・バスケットボールリーグ（Bリーグ）の香川ファイブアローズに招聘され来日し、3年間のヘッドコーチ契約を結んだ。当初はアソシエイトコーチに就任し、日本でのコーチライセンスが発行された11月に正式にヘッドコーチに就任した。2019-20シーズンの香川はB2リーグでチーム歴代最高の西地区6チーム中2位となった。2020-21シーズン序盤は新型コロナウイルス感染拡大の影響等で開幕時にメンバーが揃わず低迷したが、中盤以降巻き返してプレイオフ進出争いに加わり、西地区8チーム中4位となった。シーズン終了後、退団した。
2021年7月にB1の島根スサノオマジックのヘッドコーチに就任した。2021-22シーズンの島根はチーム初のチャンピオンシップ進出、ベスト4でシーズンを終えた。
2025年5月、島根から契約満了の発表があり退団。
2025年7月28日、長崎ヴェルカのアソシエイトヘッドコーチに就任することが発表された。